# Beurs van Berlage

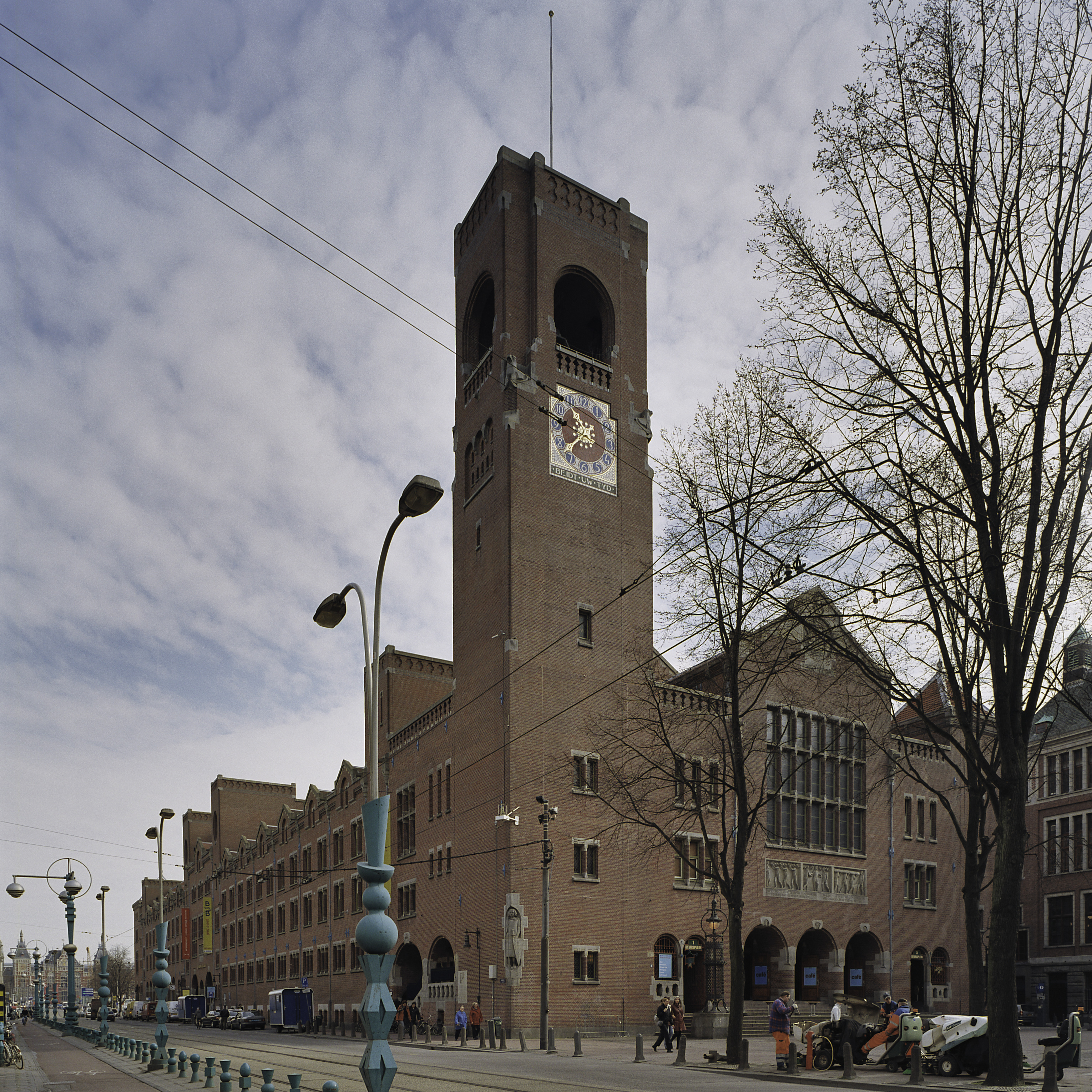
Beurs van Berlage

Die Beurs van Berlage, ehemaliges Gebäude der Amsterdamer Börse, wurde Ende des 19. Jahrhunderts nach den Plänen des niederländischen Architekten Hendrik Petrus Berlage erbaut. Es wurde zum Rijksmonument erklärt und wird mittlerweile vorwiegend für Konzerte, Veranstaltungen, Ausstellungen und Konferenzen genutzt. 

## Entwurfsgeschichte und Einordnung
Die Gemeinde Amsterdam schrieb im Jahre 1884 einen Wettbewerb für den Bau eines Börsengebäudes auf einem gerade trockengelegten Grundstück am Damrak aus. Anlass dafür war das ökonomische Aufleben und die Tatsache, dass die damals bestehende Börse von Jan David Zocher aus dem Jahr 1848 baufällig geworden war.
Hendrik Petrus Berlage nahm zusammen mit seinem damaligen Partner Theodore Sanders an dem Wettbewerb teil und konnte sich zu den fünf Teilnehmern zählen, die ihre Pläne für eine zweite Vorlage überarbeiten durften. Es kam jedoch keiner der fünf Entwürfe zur Ausführung.
1894 ließ die Gemeinde den Architekten Adriaan Willem Weissman (1858–1923) einen Plan für den Umbau der Zocher-Börse entwickeln. Dieser Plan diente Berlage als Basis für einen weiteren Entwurf. Durch den Einfluss des städtischen Beigeordneten für Öffentliche Angelegenheiten Willem Treub konnte er diesen Entwurf letztendlich ohne größere Hindernisse realisieren.
Eine klare stilistische Einordnung der Börse ist schwierig – es sind zwar Merkmale des Historismus und Jugendstils zu finden, aber das Gebäude wird vor allem als Beginn des modernen Bauens in den Niederlanden gesehen, aus dem sich unter anderem die Amsterdamer Schule weiterentwickelte.
Die Börse, die Berlage selbst keineswegs für seinen besten Bau hielt, entwickelte sich nach anfänglicher Kritik („Antiarchitektur“, „Ziegelschuppen“) zu einem nationalen Monument, zu einem Mythos, der das sonstige Œuvre des „Börsenbaumeisters“ überstrahlen sollte.

## Funktionen
Beim Entwurf der Börse stand für Berlage die Vorstellung eines Gebäudes im Vordergrund, das Kunst, Kultur, Wirtschaft und Gesellschaft unter ein Dach bringt – der Zweck der Börse war aber natürlich der Handel. Das Gebäude beherbergte die Waren- und Getreidebörse, aber auch ein Fernmeldeamt, ein Kaffeehaus, mehrere Versammlungsräume, ein Postamt, eine Hausmeisterwohnung, eine Polizeidienststelle und ein Bürgerbüro. Später wurden in den Räumen der Warenbörse zusätzlich die Versicherungsbörse und der Devisenhandel untergebracht.
Als 1961 das Instituut voor Industriële Vormgeving das Gebäude bezog, begann die Abwanderung der Börsen. Als letztes wurde der Optionshandel eingestellt. 1986 bewarb sich die Berlage-Börse für die Beherbergung des Niederländischen Architekturinstituts, das jedoch in einem Neubau in Rotterdam untergebracht wurde. Seitdem ist die Börse in Händen der Stiftung „De Beurs van Berlage“, die sich im südlichen Teil niedergelassen hat. Der nördliche Teil wird seit 1987 vom Niederländischen Philharmonieorchester vorwiegend als Bürogebäude genutzt. Die ehemaligen Räumlichkeiten der Getreide- und Wertpapierbörse finden auch als Probe- und Konzerträume Verwendung.

## Architektur

### Grundlagen

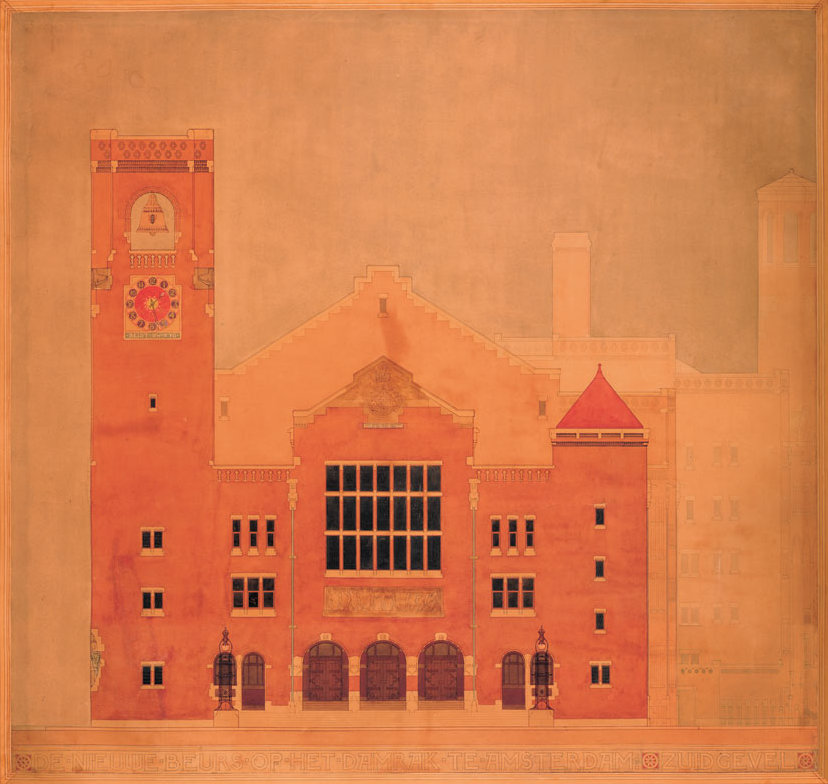
Letzter Entwurf der Südfassade von Hendrik Petrus Berlage aus dem Jahr 1899/1900

Die Amsterdamer Börse veranschaulicht Berlages damalige Auffassung einer zeitgemäßen Architektur, die nicht durch aufwendiges historistisches Dekor, sondern durch Einfachheit und harmonische Gruppierung der Massen wirken sollte. Berlage wollte die schlichte Schönheit des traditionell für die Niederlande typischen Backsteinmauerwerks wiederbeleben. Dies war zugleich auch eine politische Stellungnahme: Die mächtigen Mauern aus Backstein spiegeln in Berlages Augen das demokratische Zusammenleben wider, in dem der Einzelne nicht viel ausrichtet – in der Gemeinschaft liegt die Kraft. Er befürwortete außerdem einen rationalen Entwurfsprozess, der vom inneren Raumgefüge ausgeht und dieses auch offen am Außenbau ablesbar macht. Berlage hoffte, auf diese Weise Zweckmäßigkeit, Sparsamkeit und künstlerisches Niveau miteinander vereinen zu können.

### Außenbau

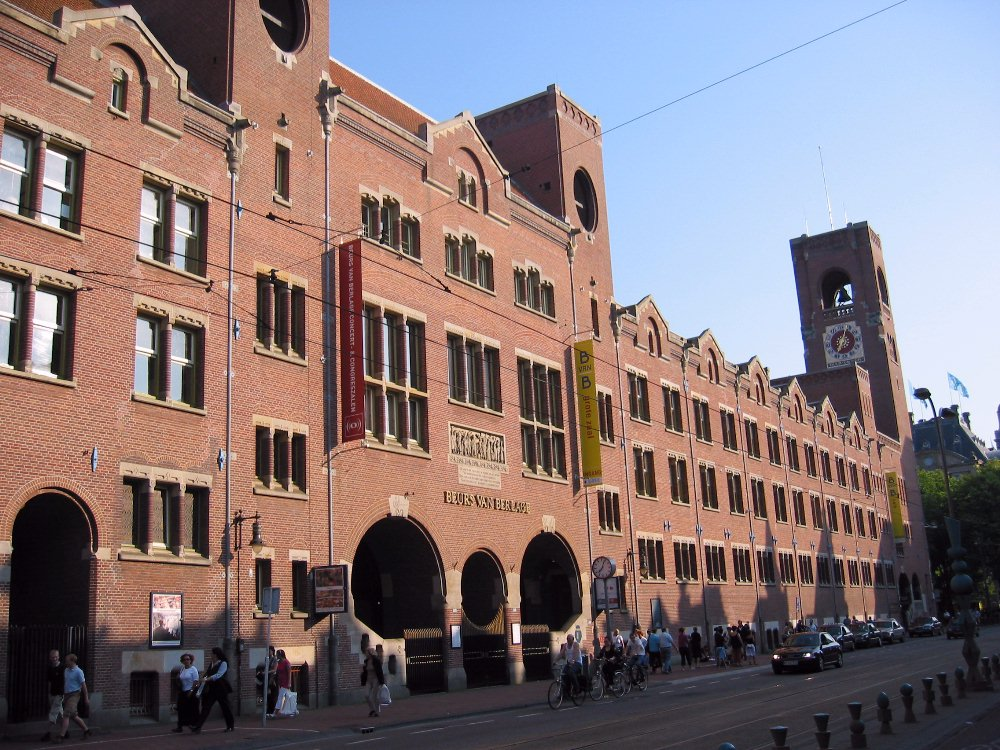
Westfassade der Beurs van Berlage

An der Südseite der Börse und den für sie entstandenen Entwurfszeichnungen lässt sich beispielhaft ablesen, dass die von Berlage angestrebte Schlichtheit und Flächigkeit erst im Laufe eines schrittweise erfolgenden Reduktionsprozesses erreicht werden konnte. Zunächst noch offensichtlich historistische Elemente wurden schrittweise vereinfacht und reduziert, vorspringende Bauteile immer stärker in die Fläche integriert. Die angestrebte Flächigkeit ist schließlich so konsequent, ja radikal umgesetzt, dass die Regenrinnen die bedeutendste plastische Auflockerung der Mauerfläche darstellen. Maueröffnungen erscheinen wie aus dem Backstein herausgeschnitten, und auch der Turm hat sich von einem eher pittoresken Element zu großer Blockhaftigkeit gewandelt.
Die Westfront der Börse, direkt am breiten Damrak gelegen, der Hauptbahnhof und Dam verbindet, ist fast symmetrisch aufgebaut und wirkt mit dem hervorgehobenen Mittelteil und den gleichmäßigen Fensterreihen als traditionellste Seite des Gebäudes.
Die nördliche Schmalseite der Börse zeigt am deutlichsten die rationale, vom Inneren zum Äußeren fortschreitende Entwurfspraxis Berlages. Obwohl recht kurz, weist sie deutliche Gegensätze zwischen hohen und niedrigen sowie offenen und geschlossenen Partien auf. Deutlich zeichnen sich Arbeitsräume verschiedener Breite, Treppenhäuser und Heizungsschächte und sogar ein offener Hof ab. Die traditionelle Idee einer einheitlichen Fassade, hinter der sich das innere Raumgefüge verbirgt, ist hier radikal aufgebrochen.
Im Osten folgt der Umriss des Gebäudes dem Straßenverlauf, um das unregelmäßig geschnittene Grundstück optimal auszunutzen. Die erzwungene Abkehr vom Ideal des rechtwinkligen Grundrisses wird von Berlage nicht verschleiert. Dass sich hinter der schrägen Wand teilweise rechtwinklige Räume befinden, zeigt sich außen durch verschieden tief eingelassene Fenster.

### Inneres
Der Grundriss der Börse zeigt, dass sie aus zahlreichen kleineren Räumen besteht, die sich einer Klosteranlage ähnlich um drei große Freiflächen gruppieren. Letztere sind keine Höfe, sondern die Säle der Wertpapier-, Waren-, Getreide- und Schifferbörse. Künstlerisches Kernstück der Anlage ist der große Saal der Warenbörse, die beiden anderen Börsensäle erscheinen daneben als Variationen. Neben der sorgsamen Kombination verschiedener Farben und Oberflächen bestimmt die Strenge der unverkleideten Backsteinwände die Wirkung des Raumes. Schmückende Details, Galerien und Erdgeschossarkaden bilden keinerlei Überstände, sondern sind ganz in die Wandfläche eingelassen bzw. aus ihr herausgeschnitten. Nur wenige Elemente weichen von der allgemeinen Flächigkeit ab. So gliedern die steinernen Auflagen der das Dach tragenden Eisenrippen, deren Sichtbarkeit an zeitgenössische Industriebauten gemahnt, die Fläche. Die Mauermassen sind hier wie am Außenbau auch das bestimmende Merkmal der Architektur. Dennoch besteht im großen Börsensaal eine merkliche Spannung zwischen geschlossener Mauer und Partien, in denen die Fläche aufgebrochen wird. 
Die anfangs erwähnte, vom Grundriss erzeugte Erwartung, bei den drei Börsensälen handele es sich um Innenhöfe, verdient erneute Betrachtung: Tatsächlich hat man beim Betreten der Säle durch einen der torwegartigen Zugänge das Gefühl, ins Freie zu treten. Dazu tragen der Lichteinfall von oben, die dem Außenbau entsprechende Behandlung der Wände und die plötzliche Weitung des Raumes zu einer Art italienischer Piazza bei. Berlage erzeugt dabei Erinnerungen an historische Vorbilder, ohne direkt zu zitieren. Die historischen Bezüge sind vielmehr stark abstrahiert. Die platzartige Gestaltung der Börsensäle ist dabei weniger überraschend, als es zunächst scheint: Berlage folgt hier der niederländischen Tradition, Geschäfte – dem Klima zum Trotz – unter freiem Himmel zu tätigen. Auch die Vorgängerbauten der Börse Berlages standen für diese Tradition.

## Dekoration
Beim Entwurf der Börse achtete Berlage auf ein enges Zusammenspiel von Dekor und Konstruktion – viele Einzelteile sollten sinnvoll ineinandergreifen und ein Ganzes ergeben. Dekorative Elemente hatten für Berlage die Aufgabe, Schönheit und Sinn des Bauwerks zu unterstreichen. Sie sollten sich dazu ganz in die Mauerfläche integrieren. Dem Prinzip des „Gesamtkunstwerks“ folgend beauftragte H. P. Berlage den Dichter Albert Verwey, ein ikonographisches Programm für die Ausstattung zu entwerfen. Es entstanden zwei Teile: Der eine erzählt von Amsterdam als wichtiger Handelsstadt – der andere, bedeutendere Teil zeigt eine klassenlose Gesellschaft, in der Geld keine Rolle mehr spielt.
Unter anderem sind zu sehen:
- Standbilder im Außenbereich von Gijsbrecht van Aemstel, Jan Pieterszoon Coen und Hugo de Groot sowie Schlusssteine mit Abbildungen der Fischerei, des Gewerbes,  und der Jagd von Lambertus Zijl
- Kacheltableaus mit Abbildungen zu Vergangenheit, Gegenwart und Zukunft von Jan Toorop
- Dekormotive in Backsteinwänden ausgeführt in Form ähnlich einem Wandteppich
- Ein Terracottarelief über die Entwicklung des Menschen von Lambertus Zijl
- Verschiedene Verse von Albert Verwey
- Keramische Friese zum Thema Arbeit von Jan Toorop
- Bleiverglasung von Antoon Derkinderen
- Ausstattungen der Versammlungsräume von Joseph Mendes da Costa

Berlage selbst entwarf unter anderem Umzäunung, Lampen und Möbel für das Gebäude.

## Sonstiges
1999 wurde die Berlage-Börse von der Union Internationale des Architectes auf die Liste der 1000 wichtigsten Bauwerke des 20. Jahrhunderts gesetzt.